# 巴尔韦德德胡卡尔
巴尔韦德德胡卡尔（西班牙語：Valverde de Júcar）是西班牙卡斯蒂利亚-拉曼恰昆卡省的一个市镇。总面积56平方公里，总人口1326人（2001年），人口密度24人/平方公里。